# 타키모토 토모유키
타키모토 토모유키(일본어:  瀧本智行 たきもとともゆき[*], 1966년 10월 23일 ~ )은 일본의 영화감독이다.

## 학력
- 와세다대학교

## 수상
- 2004년 도쿄국제영화제 일본의 눈부문 최우수 작품상

## 작품목록

### 드라마
- 쓰레기 변호사 (2006년, 출연)
- 나라고 하는 운명에 대하여 (2014년, 감독)

### 영화
- 나무와 바다 (2004년, 각본, 연출)
- 범인에게 고한다 (2007년, 연출)
- 이키가미 (2008년, 각본, 연출)
- 수프 오페라 (2010년, 연출)
- 별을 바라보는 개 (2011년, 연출)
- 하야부사 - 아득한 귀한 (2012년, 연출)
- 뇌남 (2014년, 연출)
- 봄을 짊어지고(2014년, 각본)